# Melchior Hefele
Melchior Hefele (auch Menyhért Hefele; * 11. Jänner (Januar) 1716 in Nufels bei Kaltenbrunn, Kaunertal, Tirol; † 15. April 1794 in Steinamanger) war ein österreichischer Architekt des 18. Jahrhunderts.

## Leben
Melchior Hefele lernte das Handwerk des Schlossers beim Hofschlosser Georg Oegg in Würzburg. Nach der Lehre kam er an die Wiener Akademie. 1742 erhielt er den ersten Architekturpreis. Das erste bedeutende Werk, das er nachweislich selbst entwarf, war der Marmorhochaltar und die Kanzel in der Wallfahrtskirche am Sonntagberg in Niederösterreich in den Jahren 1755 und 1757.
Mit dem Bildhauer Jakob Gabriel Mollinarolo fertigte er den Hochaltar für die alte Neulerchenfelder Pfarrkirche in Wien und einen Hochaltar in Wiener Neustadt.
An der Kupferstecherakademie von Jacob Matthias Schmutzer war Hefele auch Lehrer.  Ab dem Jahr 1774 war er Hofarchitekt des Fürstbischofs in Passau. Zu seinen Schülern und späteren Mitarbeitern zählt Georg Anreith, mit dem Hefele um 1780 am Bischofspalast in Preßburg tätig war und den er 1791 wieder zu sich nach Steinamanger berief, wo Hefele für die Episkopalkirche und die bischöfliche Residenz arbeitete. Nach seinem Tod 1794 führte Anreith den Bau der Kirche in Steinamanger fort.

## Weitere Bauten
- Peregrini-Kapelle neben der Servitenkirche in Wien[1]
- Kathedrale Mariä Heimsuchung und Bischofspalast in Steinamanger, dem heutigen Szombathely, ab 1791
- Primatialpalais in Bratislava, ab 1778
- Planungen zum Neubau von Schloss Esterhazy, Fertöd (Ungarn), vor 1760